# Puchar Polski w piłce siatkowej mężczyzn (2024/2025)
Puchar Polski w piłce siatkowej mężczyzn 2024/2025 (oficjalna nazwa ze względów sponsorskich: Tauron Puchar Polski Mężczyzn 2024/2025) – 68. sezon rozgrywek o siatkarski Puchar Polski zorganizowany przez Polski Związek Piłki Siatkowej (PZPS) oraz Polską Ligę Siatkówki (PLS).
Puchar Polski w sezonie 2024/2025 składać się będzie z czterech rund wstępnych, ćwierćfinałów, półfinałów oraz turnieju finałowego. Uczestniczyć w nim będzie 29 zespołów. W rundach wstępnych wezmą udział: zgłoszeni uczestnicy rozgrywek regionalnych oraz z 2. ligi, a także sześć zgłoszonych zespołów PLS 1. Ligi. W ćwierćfinałach do rozgrywek dołączy sześć najlepszych zespołów PlusLigi po I rundzie fazy zasadniczej. We wszystkich rundach rozgrywki odbywać się będą w systemie pucharowym, a o awansie decydować będzie jeden mecz.
Turniej finałowy Pucharu Polski zostanie rozegrany w dniach 12-13 kwietnia 2025 w Tauron Arenie w Krakowie.

## System rozgrywek[1]
Puchar Polski w sezonie 2024/2025 składać się będzie z czterech rund wstępnych, ćwierćfinałów oraz turnieju finałowego.
Faza wstępna
Faza wstępna składać się będzie z czterech rund. Drabinka fazy wstępnej powstaje w drodze losowania, z tym że pary I rundy tworzy się w miarę możliwości według podziału terytorialnego. W fazie wstępnej uczestniczyć będą: zgłoszone drużyny z rozgrywek wojewódzkich oraz z 2. ligi a także 6 zgłoszonych zespołów PLS 1. Ligi. W każdej rundzie drużyny w ramach pary rozegrają jeden mecz decydujący o awansie. Gospodarzem spotkania zostanie uczestnik rozgrywek wojewódzkich lub zespół niżej sklasyfikowany w rozgrywkach 2. ligi lub PLS 1. Ligi w sezonie 2023/2024. W spornych przypadkach gospodarz zostanie wyłoniony w drodze losowania.
Faza główna
Faza główna obejmować będzie ćwierćfinały oraz turniej finałowy, w ramach którego odbędą się półfinały i finał. W ćwierćfinałach udział wezmą: dwie drużyny, które awansowały z IV rundy oraz sześć najlepszych zespołów po I rundzie fazy zasadniczej PlusLigi 2024/2025. Cztery najlepsze zespoły PlusLigi po I rundzie fazy zasadniczej zostaną rozstawione. W ramach pary drużyny rozegrają jeden mecz decydujący o awansie do turnieju finałowego. Gospodarzem spotkania będzie zespół z niższej klasy rozgrywkowej, drużyna wyżej sklasyfikowana w rozgrywkach PZPS lub PLS 1. Ligi w sezonie 2023/2024 albo zespół PlusLigi wyżej sklasyfikowany po I rundzie fazy zasadniczej sezonu 2024/2025.
Pary półfinałowe powstaną zgodnie z turniejową drabinką. Zwycięzcy półfinałów rozegrają mecz finałowy o zwycięstwo w Pucharze Polski. Nie będzie grany mecz o 3. miejsce.

### Tabela PlusLigi po 15. kolejce
| Lp. | Drużyna                           | Pkt | Mecze | Mecze | Mecze | Rodzaj wyniku | Rodzaj wyniku | Rodzaj wyniku | Rodzaj wyniku | Rodzaj wyniku | Rodzaj wyniku | Sety | Sety | Sety  | Małe punkty | Małe punkty | Małe punkty |
| Lp. | Drużyna                           | Pkt | M     | W     | P     | 3:0           | 3:1           | 3:2           | 2:3           | 1:3           | 0:3           | wyg. | prz. | stos. | zdob.       | str.        | stos.       |
| --- | --------------------------------- | --- | ----- | ----- | ----- | ------------- | ------------- | ------------- | ------------- | ------------- | ------------- | ---- | ---- | ----- | ----------- | ----------- | ----------- |
| 1   | Jastrzębski Węgiel                | 40  | 15    | 13    | 2     | 5             | 8             | 0             | 1             | 1             | 0             | 42   | 14   | 3     | 1367        | 1171        | 1.17        |
| 2   | PGE Projekt Warszawa              | 35  | 15    | 13    | 2     | 5             | 4             | 4             | 0             | 2             | 0             | 41   | 18   | 2.28  | 1372        | 1226        | 1.12        |
| 3   | Aluron CMC Warta Zawiercie        | 34  | 15    | 11    | 4     | 7             | 3             | 1             | 2             | 0             | 2             | 37   | 17   | 2.18  | 1280        | 1168        | 1.1         |
| 4   | Bogdanka LUK Lublin               | 31  | 15    | 11    | 4     | 5             | 4             | 2             | 0             | 2             | 2             | 35   | 20   | 1.75  | 1290        | 1226        | 1.05        |
| 5   | ZAKSA Kędzierzyn-Koźle            | 31  | 15    | 10    | 5     | 2             | 7             | 1             | 2             | 1             | 2             | 35   | 24   | 1.46  | 1380        | 1285        | 1.07        |
| 6   | Steam Hemarpol Norwid Częstochowa | 28  | 15    | 10    | 5     | 1             | 5             | 4             | 2             | 1             | 2             | 35   | 28   | 1.25  | 1429        | 1380        | 1.04        |
| 7   | Asseco Resovia Rzeszów            | 25  | 15    | 7     | 8     | 2             | 3             | 2             | 6             | 1             | 1             | 34   | 31   | 1.1   | 1433        | 1456        | 0.98        |
| 8   | PGE GiEK Skra Bełchatów           | 23  | 15    | 8     | 7     | 2             | 4             | 2             | 1             | 3             | 3             | 29   | 29   | 1     | 1310        | 1320        | 0.99        |
| 9   | Ślepsk Malow Suwałki              | 21  | 15    | 8     | 7     | 0             | 4             | 4             | 1             | 5             | 1             | 31   | 33   | 0.94  | 1387        | 1398        | 0.99        |
| 10  | Indykpol AZS Olsztyn              | 20  | 15    | 6     | 9     | 4             | 2             | 0             | 2             | 4             | 3             | 26   | 29   | 0.9   | 1230        | 1264        | 0.97        |
| 11  | Cuprum Stilon Gorzów              | 19  | 15    | 8     | 7     | 0             | 3             | 5             | 0             | 2             | 5             | 26   | 34   | 0.76  | 1309        | 1362        | 0.96        |
| 12  | Trefl Gdańsk                      | 17  | 15    | 5     | 10    | 0             | 2             | 3             | 5             | 3             | 2             | 28   | 38   | 0.74  | 1425        | 1489        | 0.96        |
| 13  | PSG Stal Nysa                     | 12  | 15    | 3     | 12    | 1             | 2             | 0             | 3             | 5             | 4             | 20   | 38   | 0.53  | 1252        | 1336        | 0.94        |
| 14  | Nowak-Mosty MKS Będzin            | 11  | 15    | 3     | 12    | 2             | 1             | 0             | 2             | 5             | 5             | 18   | 37   | 0.49  | 1148        | 1284        | 0.89        |
| 15  | Barkom-Każany Lwów                | 9   | 15    | 3     | 12    | 2             | 0             | 1             | 1             | 9             | 2             | 20   | 38   | 0.53  | 1235        | 1338        | 0.92        |
| 16  | GKS Katowice                      | 4   | 15    | 1     | 14    | 0             | 1             | 0             | 1             | 9             | 4             | 14   | 43   | 0.33  | 1230        | 1374        | 0.9         |

Źródło: Tabela
Punktacja: 3:0 i 3:1 – 3 pkt; 3:2 – 2 pkt; 2:3 – 1 pkt; 1:3 i 0:3 – 0 pkt
Zasady ustalania kolejności: 1. liczba punktów; 2. liczba zwycięstw; 3. stosunek setów; 4. stosunek małych punktów; 5. bilans w bezpośrednich meczach
     ćwierćfinał Pucharu Polski

## Drużyny uczestniczące[1]
| PlusLiga (6 drużyn)               | PlusLiga (6 drużyn) |
| --------------------------------- | ------------------- |
| JSW Jastrzębski Węgiel            | zwycięstwo          |
| PGE Projekt Warszawa              | półfinał            |
| Aluron CMC Warta Zawiercie        | finał               |
| Bogdanka LUK Lublin               | półfinał            |
| ZAKSA Kędzierzyn-Koźle            | ćwierćfinał         |
| Steam Hemarpol Norwid Częstochowa | ćwierćfinał         |

| PLS 1. Liga (6 drużyn)    | PLS 1. Liga (6 drużyn) |
| ------------------------- | ---------------------- |
| ChKS Chełm                | ćwierćfinał            |
| MCKiS Jaworzno            | 4. runda               |
| WKS Czarni Radom          | ćwierćfinał            |
| SMS PZPS Spała            | 2. runda               |
| PZL Leonardo Avia Świdnik | 3. runda               |
| CUK Anioły Toruń          | 3. runda               |

| II liga (13 drużyn)                | II liga (13 drużyn) |
| ---------------------------------- | ------------------- |
| Necko Augustów                     | 2. runda            |
| ProNutiva SKK Belsk Duży           | 1. runda            |
| Agencja Inwestycyjna Stilon Gorzów | 3. runda            |
| Trefl Gdańsk II                    | 2. runda            |
| IM Rekord Volley Jelcz-Laskowice   | 2. runda            |
| AS PANS Nysa                       | 1. runda            |
| Enea Energetyk Poznań              | 3. runda            |
| SPS Cargill Słupca                 | 1. runda            |
| SMS PZPS Spała II                  | 2. runda            |
| SUS Travel Elephant Trzebiatów     | 2. runda            |
| Krishome Września                  | 4. runda            |
| Camper Wyszków                     | 1. runda            |
| Volley Team Żychlin                | 2. runda            |

| I liga lubuska (1 drużyna)     | I liga lubuska (1 drużyna) |
| ------------------------------ | -------------------------- |
| UKS ŻAK Krzeszyce              | 1. runda                   |
| I liga łódzka (1 drużyna)      |                            |
| Resursa Łódź                   | 1. runda                   |
| I liga opolska (1 drużyna)     |                            |
| SPS Walce                      | 2. runda                   |
| II liga mazowiecka (1 drużyna) |                            |
| UKS Volley Wyszków             | 1. runda                   |

## Rozgrywki
Godziny do 27 października 2024 roku podane są według strefy czasowej UTC+2, a od 27 października 2024 roku – według strefy czasowej UTC+1.

### Faza wstępna

#### 1. runda
| 16 października 202419:00 Źródło: | KS Camper Wyszków | 1:3(25:22, 22:25, 22:25, 22:25) | Necko Augustów | Hala sportowa WOSiR, Wyszków Sędzia: Michał Rymko i Piotr Wieczorek |
| 16 października 202419:00 Źródło: |                   | 1:3(25:22, 22:25, 22:25, 22:25) |                | Hala sportowa WOSiR, Wyszków Sędzia: Michał Rymko i Piotr Wieczorek |

| 16 października 202418:00 Źródło: | UKS ŻAK Krzeszyce | 0:3(22:25, 20:25, 23:25) | Agencja Inwestycyjna Stilon Gorzów | Hala SP im. W. Witosa, Krzeszyce Sędzia: Piotr Flis i Aleksandra Kurowska |
| 16 października 202418:00 Źródło: |                   | 0:3(22:25, 20:25, 23:25) |                                    | Hala SP im. W. Witosa, Krzeszyce Sędzia: Piotr Flis i Aleksandra Kurowska |

| 16 października 202419:00 Źródło: | SPS Cargill Słupca | 1:3(21:25, 25:23, 16:25, 22:25) | Krishome Września | Hala MOSiR, Słupca Sędzia: Piotr Pankowski i Łukasz Żebrowski |
| 16 października 202419:00 Źródło: |                    | 1:3(21:25, 25:23, 16:25, 22:25) |                   | Hala MOSiR, Słupca Sędzia: Piotr Pankowski i Łukasz Żebrowski |

| 16 października 202420:00 Źródło: | UKS Volley Wyszków | 2:3(25:23, 26:24, 18:25, 21:25, 6:15) | SMS PZPS Spała | Hala sportowa przy CEZiU, Wyszków Sędzia: Paweł Papuda i Dorota Papuda |
| 16 października 202420:00 Źródło: |                    | 2:3(25:23, 26:24, 18:25, 21:25, 6:15) |                | Hala sportowa przy CEZiU, Wyszków Sędzia: Paweł Papuda i Dorota Papuda |

| 16 października 202418:30 Źródło: | Resursa Łódź | 0:3(23:25, 22:25, 22:25) | Volley Team Żychlin | Ośrodek Sportowy Zespołu Szkół Katolickich im. Jana Pawła II, Łódź Sędzia: Szymon Dobrowolski i Justyna Jarzębicka |
| 16 października 202418:30 Źródło: |              | 0:3(23:25, 22:25, 22:25) |                     | Ośrodek Sportowy Zespołu Szkół Katolickich im. Jana Pawła II, Łódź Sędzia: Szymon Dobrowolski i Justyna Jarzębicka |

| 16 października 202420:00 Źródło: | ProNutiva SKK Belsk Duży | 1:3(22:25, 21:25, 25:20, 23:25) | SMS PZPS Spała II | Hala sportowa GOSiR, Belsk Duży Sędzia: Maciej Szczykutowicz i Michał Kozieł |
| 16 października 202420:00 Źródło: |                          | 1:3(22:25, 21:25, 25:20, 23:25) |                   | Hala sportowa GOSiR, Belsk Duży Sędzia: Maciej Szczykutowicz i Michał Kozieł |

| 16 października 202419:00 Źródło: | SPS Walce | 3:0(25:18, 25:21, 25:20) | AS PANS Nysa | Hala sportowa przy PSP, Walce Sędzia: Maciej Chudzik i Benedykt Cieślik |
| 16 października 202419:00 Źródło: |           | 3:0(25:18, 25:21, 25:20) |              | Hala sportowa przy PSP, Walce Sędzia: Maciej Chudzik i Benedykt Cieślik |

#### 2. runda
| 20 listopada 202419:00 Źródło: | Necko Augustów | 0:3(15:25, 19:25, 20:25) | WKS Czarni Radom | Hala MOSiR, Ełk Sędzia: Sławomir Jażdżewski i Jan Awiżeń |
| 20 listopada 202419:00 Źródło: |                | 0:3(15:25, 19:25, 20:25) |                  | Hala MOSiR, Ełk Sędzia: Sławomir Jażdżewski i Jan Awiżeń |

| 20 listopada 202419:00 Źródło: | SUS Travel Elephant Trzebiatów | 1:3(14:25, 25:22, 20:25, 20:25) | Agencja Inwestycyjna Stilon Gorzów | Hala Mrzeżyńskiego Centrum Sportu, Mrzeżyno Sędzia: Sebastian Krzyżanowski i Mateusz Zakrzewski |
| 20 listopada 202419:00 Źródło: |                                | 1:3(14:25, 25:22, 20:25, 20:25) |                                    | Hala Mrzeżyńskiego Centrum Sportu, Mrzeżyno Sędzia: Sebastian Krzyżanowski i Mateusz Zakrzewski |

| 20 listopada 202415:00 Źródło: | Trefl Gdańsk II | 0:3(21:25, 23:25, 20:25) | CUK Anioły Toruń | Miejska Hala Sportowa GOS, Gdańsk Sędzia: Tomasz Bałabański i Mateusz Rutynowski |
| 20 listopada 202415:00 Źródło: |                 | 0:3(21:25, 23:25, 20:25) |                  | Miejska Hala Sportowa GOS, Gdańsk Sędzia: Tomasz Bałabański i Mateusz Rutynowski |

| 20 listopada 202418:00 Źródło: | Krishome Września | 3:2(17:25, 25:20, 25:20, 22:25, 15:12) | SMS PZPS Spała | Hala sportowa przy Zespole Szkół Politechnicznych, Września Sędzia: Grzegorz Sołtysiak i Mateusz Saładziak |
| 20 listopada 202418:00 Źródło: |                   | 3:2(17:25, 25:20, 25:20, 22:25, 15:12) |                | Hala sportowa przy Zespole Szkół Politechnicznych, Września Sędzia: Grzegorz Sołtysiak i Mateusz Saładziak |

| 21 listopada 202419:00 Źródło: | Volley Team Żychlin | 2:3(23:25, 17:25, 25:23, 29:27, 12:15) | ChKS Chełm | Hala sportowa przy ZS nr 1, Żychlin Sędzia: Mariusz Fiutek i Bogusław Bober |
| 21 listopada 202419:00 Źródło: |                     | 2:3(23:25, 17:25, 25:23, 29:27, 12:15) |            | Hala sportowa przy ZS nr 1, Żychlin Sędzia: Mariusz Fiutek i Bogusław Bober |

| 21 listopada 202417:00 Źródło: | SMS PZPS Spała II | 2:3(25:27, 28:26, 25:22, 31:33, 12:15) | PZL Leonardo Avia Świdnik | Hala wielofunkcyjna w COS OPO, Spała Sędzia: Luiza Szymańczak i Małgorzata Sokołowska |
| 21 listopada 202417:00 Źródło: |                   | 2:3(25:27, 28:26, 25:22, 31:33, 12:15) |                           | Hala wielofunkcyjna w COS OPO, Spała Sędzia: Luiza Szymańczak i Małgorzata Sokołowska |

| 20 listopada 202419:00 Źródło: | IM Rekord Volley Jelcz-Laskowice | 1:3(13:25, 19:25, 25:22, 21:25) | Enea Energetyk Poznań | Hala sportowa CESiR, Jelcz-Laskowice Sędzia: Tomasz Wydra i Dawid Wanecki |
| 20 listopada 202419:00 Źródło: |                                  | 1:3(13:25, 19:25, 25:22, 21:25) |                       | Hala sportowa CESiR, Jelcz-Laskowice Sędzia: Tomasz Wydra i Dawid Wanecki |

| 19 listopada 202420:00 Źródło: | SPS Walce | 0:3(14:25, 13:25, 17:25) | MCKiS Jaworzno | Hala sportowa przy PSP, Walce Sędzia: Piotr Kowalski i Konrad Pawluk |
| 19 listopada 202420:00 Źródło: |           | 0:3(14:25, 13:25, 17:25) |                | Hala sportowa przy PSP, Walce Sędzia: Piotr Kowalski i Konrad Pawluk |

#### 3. runda
| 12 grudnia 202417:00 Źródło: | Agencja Inwestycyjna Stilon Gorzów | 0:3(23:25, 23:25, 20:25) | WKS Czarni Radom | Hala sportowa CEZiB, Gorzów Wielkopolski Sędzia: Patryk Cząstkiewicz i Anna Czywczyńska |
| 12 grudnia 202417:00 Źródło: |                                    | 0:3(23:25, 23:25, 20:25) |                  | Hala sportowa CEZiB, Gorzów Wielkopolski Sędzia: Patryk Cząstkiewicz i Anna Czywczyńska |

| 18 grudnia 202418:00 Źródło: | Krishome Września | 3:2(25:16, 17:25, 20:25, 29:27, 15:13) | CUK Anioły Toruń | Hala sportowa przy Zespole Szkół Politechnicznych, Września Sędzia: Filip Kuchna i Paweł Sosnowski |
| 18 grudnia 202418:00 Źródło: |                   | 3:2(25:16, 17:25, 20:25, 29:27, 15:13) |                  | Hala sportowa przy Zespole Szkół Politechnicznych, Września Sędzia: Filip Kuchna i Paweł Sosnowski |

| 11 grudnia 202419:00 Źródło: | ChKS Chełm | 3:0(25:23, 25:18, 25:21) | PZL Leonardo Avia Świdnik | Miejska Hala Sportowa, Chełm Sędzia: Patryk Wierzbowicz i Mirosław Pałka |
| 11 grudnia 202419:00 Źródło: |            | 3:0(25:23, 25:18, 25:21) |                           | Miejska Hala Sportowa, Chełm Sędzia: Patryk Wierzbowicz i Mirosław Pałka |

| 5 grudnia 202416:30 Źródło: | Enea Energetyk Poznań | 0:3(20:25, 24:26, 24:26) | MCKiS Jaworzno | Hala sportowa AWF, Poznań Sędzia: Radosław Kaczor i Ewelina Urbaniak |
| 5 grudnia 202416:30 Źródło: |                       | 0:3(20:25, 24:26, 24:26) |                | Hala sportowa AWF, Poznań Sędzia: Radosław Kaczor i Ewelina Urbaniak |

#### 4. runda
| 22 stycznia 202518:00 Źródło: | Krishome Września | 1:3(17:25, 18:25, 25:21, 19:25) | WKS Czarni Radom | Hala sportowa przy Zespole Szkół Politechnicznych, Września Sędzia: Justyna Herlender i Katarzyna Sokół |
| 22 stycznia 202518:00 Źródło: |                   | 1:3(17:25, 18:25, 25:21, 19:25) |                  | Hala sportowa przy Zespole Szkół Politechnicznych, Września Sędzia: Justyna Herlender i Katarzyna Sokół |

| 5 lutego 202518:00 Źródło: | ChKS Chełm | 3:1(20:25, 25:21, 25:18, 25:19) | MCKiS Jaworzno | Miejska Hala Sportowa MOSiR, Chełm Sędzia: Jacek Myślak i Anna Banaś |
| 5 lutego 202518:00 Źródło: |            | 3:1(20:25, 25:21, 25:18, 25:19) |                | Miejska Hala Sportowa MOSiR, Chełm Sędzia: Jacek Myślak i Anna Banaś |

### Faza główna

#### Drabinka
|  |                                   |                                   |                            |                            |   |                            |                            |           |  |  |       |       |       |
|  | Ćwierćfinały                      | Ćwierćfinały                      | Ćwierćfinały               |                            |   | Półfinały                  | Półfinały                  | Półfinały |  |  | Finał | Finał | Finał |
|  | Ćwierćfinały                      | Ćwierćfinały                      | Ćwierćfinały               |                            |   | Półfinały                  | Półfinały                  | Półfinały |  |  | Finał | Finał | Finał |
|  |                                   |                                   |                            |                            |   |                            |                            |           |  |  |       |       |       |
|  |                                   |                                   |                            |                            |   |                            |                            |           |  |  |       |       |       |
|  | WKS Czarni Radom                  | WKS Czarni Radom                  | 0                          |                            |   |                            |                            |           |  |  |       |       |       |
|  | WKS Czarni Radom                  | WKS Czarni Radom                  | 0                          |                            |   |                            |                            |           |  |  |       |       |       |
|  | JSW Jastrzębski Węgiel            | JSW Jastrzębski Węgiel            | 3                          |                            |   |                            |                            |           |  |  |       |       |       |
|  | JSW Jastrzębski Węgiel            | JSW Jastrzębski Węgiel            | 3                          |                            |   | JSW Jastrzębski Węgiel     | JSW Jastrzębski Węgiel     | 3         |  |  |       |       |       |
|  |                                   |                                   |                            |                            |   | JSW Jastrzębski Węgiel     | JSW Jastrzębski Węgiel     | 3         |  |  |       |       |       |
|  |                                   |                                   | Bogdanka LUK Lublin        | Bogdanka LUK Lublin        | 0 |                            |                            |           |  |  |       |       |       |
|  | Bogdanka LUK Lublin               | Bogdanka LUK Lublin               | Bogdanka LUK Lublin        | Bogdanka LUK Lublin        | 0 | 3                          |                            |           |  |  |       |       |       |
|  | Bogdanka LUK Lublin               | Bogdanka LUK Lublin               |                            |                            |   |                            |                            |           |  |  |       |       |       |
|  | Steam Hemarpol Norwid Częstochowa | Steam Hemarpol Norwid Częstochowa | 0                          |                            |   |                            |                            |           |  |  |       |       |       |
|  | Steam Hemarpol Norwid Częstochowa | Steam Hemarpol Norwid Częstochowa | 0                          |                            |   | JSW Jastrzębski Węgiel     | JSW Jastrzębski Węgiel     | 3         |  |  |       |       |       |
|  |                                   |                                   |                            |                            |   |                            |                            |           |  |  |       |       |       |
|  |                                   |                                   | Aluron CMC Warta Zawiercie | Aluron CMC Warta Zawiercie | 1 |                            |                            |           |  |  |       |       |       |
|  | ChKS Chełm                        | ChKS Chełm                        | Aluron CMC Warta Zawiercie | Aluron CMC Warta Zawiercie | 1 | 0                          |                            |           |  |  |       |       |       |
|  | ChKS Chełm                        | ChKS Chełm                        |                            |                            |   |                            |                            |           |  |  |       |       |       |
|  | Aluron CMC Warta Zawiercie        | Aluron CMC Warta Zawiercie        | 3                          |                            |   |                            |                            |           |  |  |       |       |       |
|  | Aluron CMC Warta Zawiercie        | Aluron CMC Warta Zawiercie        | 3                          |                            |   | Aluron CMC Warta Zawiercie | Aluron CMC Warta Zawiercie | 3         |  |  |       |       |       |
|  |                                   |                                   |                            |                            |   | Aluron CMC Warta Zawiercie | Aluron CMC Warta Zawiercie | 3         |  |  |       |       |       |
|  |                                   |                                   | PGE Projekt Warszawa       | PGE Projekt Warszawa       | 0 |                            |                            |           |  |  |       |       |       |
|  | PGE Projekt Warszawa              | PGE Projekt Warszawa              | PGE Projekt Warszawa       | PGE Projekt Warszawa       | 0 | 3                          |                            |           |  |  |       |       |       |
|  | PGE Projekt Warszawa              | PGE Projekt Warszawa              |                            |                            |   |                            |                            |           |  |  |       |       |       |
|  | ZAKSA Kędzierzyn-Koźle            | ZAKSA Kędzierzyn-Koźle            | 1                          |                            |   |                            |                            |           |  |  |       |       |       |
|  | ZAKSA Kędzierzyn-Koźle            | ZAKSA Kędzierzyn-Koźle            | 1                          |                            |   |                            |                            |           |  |  |       |       |       |

#### Ćwierćfinały
| 20 lutego 202520:30 Źródło: | WKS Czarni Radom | 0:3(19:25, 15:25, 14:25) | JSW Jastrzębski Węgiel | Hala Widowiskowo-Sportowa RCS, Radom Widzów: 3000 Sędzia: Agnieszka Michlic i Piotr Skowroński |
| 20 lutego 202520:30 Źródło: |                  | 0:3(19:25, 15:25, 14:25) |                        | Hala Widowiskowo-Sportowa RCS, Radom Widzów: 3000 Sędzia: Agnieszka Michlic i Piotr Skowroński |

| 19 lutego 202520:30 Źródło: | Bogdanka LUK Lublin | 3:0(25:17, 25:23, 25:22) | Steam Hemarpol Norwid Częstochowa | Hala Sportowo-Widowiskowa Globus, Lublin Widzów: 3561 Sędzia: Marcin Myszkowski i Tomasz Janik |
| 19 lutego 202520:30 Źródło: |                     | 3:0(25:17, 25:23, 25:22) |                                   | Hala Sportowo-Widowiskowa Globus, Lublin Widzów: 3561 Sędzia: Marcin Myszkowski i Tomasz Janik |

| 19 lutego 202517:30 Źródło: | ChKS Chełm | 0:3(19:25, 24:26, 17:25) | Aluron CMC Warta Zawiercie | Miejska Hala Sportowa MOSiR, Chełm Widzów: 1500 Sędzia: Mariusz Gadzina i Damian Lic |
| 19 lutego 202517:30 Źródło: |            | 0:3(19:25, 24:26, 17:25) |                            | Miejska Hala Sportowa MOSiR, Chełm Widzów: 1500 Sędzia: Mariusz Gadzina i Damian Lic |

| 18 lutego 202520:30 Źródło: | PGE Projekt Warszawa | 3:1(22:25, 25:22, 27:25, 25:22) | ZAKSA Kędzierzyn-Koźle | COS Torwar, Warszawa Widzów: 4680 Sędzia: Marcin Weiner i Marek Budzik |
| 18 lutego 202520:30 Źródło: |                      | 3:1(22:25, 25:22, 27:25, 25:22) |                        | COS Torwar, Warszawa Widzów: 4680 Sędzia: Marcin Weiner i Marek Budzik |

#### Półfinały
| 12 kwietnia 202514:45 Źródło: | JSW Jastrzębski Węgiel | 3:0(25:23, 25:23, 25:23) | Bogdanka LUK Lublin | Tauron Arena, Kraków Widzów: 12387 Sędzia: Mariusz Gadzina i Maciej Twardowski |
| 12 kwietnia 202514:45 Źródło: |                        | 3:0(25:23, 25:23, 25:23) |                     | Tauron Arena, Kraków Widzów: 12387 Sędzia: Mariusz Gadzina i Maciej Twardowski |

| 12 kwietnia 202518:00 Źródło: | Aluron CMC Warta Zawiercie | 3:0(25:18, 25:21, 25:19) | PGE Projekt Warszawa | Tauron Arena, Kraków Widzów: 12305 Sędzia: Agnieszka Michlic i Piotr Skowroński |
| 12 kwietnia 202518:00 Źródło: |                            | 3:0(25:18, 25:21, 25:19) |                      | Tauron Arena, Kraków Widzów: 12305 Sędzia: Agnieszka Michlic i Piotr Skowroński |

#### Finał
| 13 kwietnia 202514:45 Źródło: | JSW Jastrzębski Węgiel | 3:1(18:25, 25:22, 25:22, 30:28) | Aluron CMC Warta Zawiercie | Tauron Arena, Kraków Widzów: 14157 Sędzia: Paweł Burkiewicz i Maciej Kolendowski |
| 13 kwietnia 202514:45 Źródło: |                        | 3:1(18:25, 25:22, 25:22, 30:28) |                            | Tauron Arena, Kraków Widzów: 14157 Sędzia: Paweł Burkiewicz i Maciej Kolendowski |